# Xóa sổ bệnh bại liệt

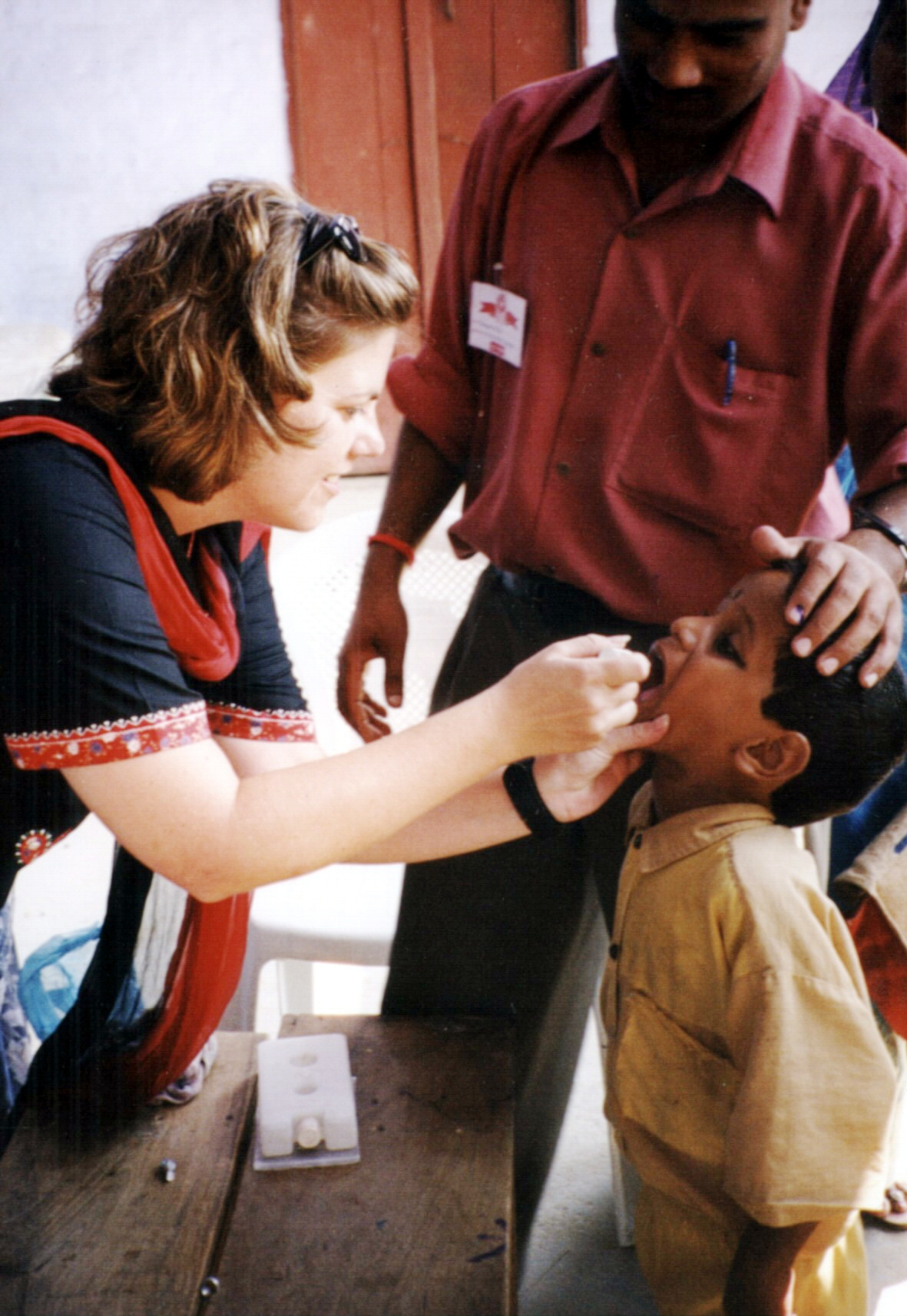
Một đứa trẻ được uống vắc-xin bại liệt trong chiến dịch tiêm chủng cho trẻ em ở Ấn Độ năm 2002.

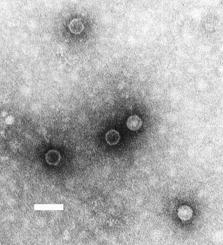
Virus bại liệt

Xóa sổ bệnh bại liệt là mục tiêu của một nỗ lực y tế công cộng đa quốc gia nhằm loại bỏ vĩnh viễn tất cả các trường hợp nhiễm bệnh bại liệt (bại liệt) trên toàn thế giới bắt đầu từ năm 1988, do Tổ chức Y tế Thế giới (WHO), Quỹ Nhi đồng Liên hợp quốc (UNICEF) và Rotary Foundation lãnh đạo. Các tổ chức này, cùng với Trung tâm Kiểm soát và Phòng ngừa Dịch bệnh Hoa Kỳ (CDC) và Quỹ Gates, đã dẫn đầu chiến dịch thông qua Sáng kiến Xóa bỏ Bại liệt Toàn cầu (GPEI). việc xóa sổ các bệnh truyền nhiễm đã thành công hai lần trước đây, với bệnh đậu mùa  và bệnh dịch tả ở trâu bò.
Phòng ngừa lây lan dịch bệnh được thực hiện bằng cách tiêm chủng. Có hai loại vắc-xin bại liệt — vắc-xin bại liệt thể dịch (OPV), sử dụng vi rút bại liệt làm suy yếu và vắc-xin bại liệt bất hoạt (IPV), được tiêm. OPV rẻ hơn và dễ sử dụng hơn, và có thể lây lan miễn dịch ra ngoài người được tiêm chủng, tạo ra miễn dịch tiếp xúc. Đây là loại vắc xin chủ yếu được sử dụng. Tuy nhiên, trong điều kiện lưu hành vi rút vắc xin trong thời gian dài trong các quần thể chưa được tiêm chủng, các đột biến có thể kích hoạt lại vi rút để tạo ra chủng gây bệnh bại liệt, trong khi OPV cũng có thể gây ra bệnh bại liệt hoặc nhiễm trùng dai dẳng không có triệu chứng ở những người được tiêm chủng, đặc biệt là những người bị suy giảm miễn dịch. Khi bị bất hoạt, IPV không có những rủi ro này nhưng không tạo ra khả năng miễn nhiễm khi tiếp xúc. IPV tốn kém hơn và hậu cần của việc giao hàng cũng khó hơn.
Các trường hợp bại liệt gần đây phát sinh từ hai nguồn, virus bại liệt ' hoang dã ' ban đầu (WPV) và các chủng vắc xin uống đột biến, được gọi là virus bại liệt có nguồn gốc từ vắc xin lưu hành (cVDPV). 175 trường hợp WPV được chẩn đoán trên toàn thế giới vào năm 2019 đại diện cho số lượng trường hợp cao nhất kể từ năm 2014, nhưng vẫn 76% Giảm  so với 719 trường hợp được chẩn đoán vào năm 2000 và 99.95% Giảm  so với ước tính 350.000 trường hợp khi nỗ lực xóa sổ bắt đầu vào năm 1988. Trong ba chủng WPV, trường hợp hoang dã cuối cùng được ghi nhận do loại 2 (WPV2) vào năm 1999 và WPV2 đã được tuyên bố xóa vào năm 2015. Loại 3 (WPV3) được biết đến lần cuối cùng là nguyên nhân gây ra bệnh bại liệt vào năm 2012 và đã được tuyên bố là đã xóa sổ vào năm 2019. Tất cả các trường hợp vi-rút hoang dã kể từ ngày đó đều do loại 1 (WPV1). Các loại vắc-xin chống lại mỗi loại trong ba loại đã làm phát sinh các chủng cVDPV mới nổi, trong đó cVDPV2 là nổi bật nhất. Nigeria là quốc gia mới nhất đã chính thức ngừng lây truyền virus bại liệt hoang dã, với trường hợp được báo cáo cuối cùng vào năm 2016. Virus bại liệt hoang dã đã bị tiêu diệt ở tất cả các châu lục, ngoại trừ châu Á và Tính đến  năm 2020, chỉ còn lại hai quốc gia nơi căn bệnh này vẫn được xếp vào loại bệnh đang lưu hành: Afghanistan và Pakistan.

## Các yếu tố ảnh hưởng đến việc xóa sổ bệnh bại liệt
Xóa sổ bệnh bại liệt đã được định nghĩa theo nhiều cách khác nhau - như loại bỏ sự xuất hiện của bệnh bại liệt ngay cả khi không có sự can thiệp của con người, là sự tuyệt chủng của vi rút bại liệt, sao cho tác nhân truyền nhiễm không còn tồn tại trong tự nhiên hoặc trong phòng thí nghiệm, khi việc kiểm soát nhiễm trùng tại thời điểm ngừng lây truyền bệnh trong một khu vực cụ thể, và giảm tỷ lệ mắc bệnh bại liệt trên toàn thế giới xuống 0 do những nỗ lực có chủ ý và không cần thêm biện pháp kiểm soát nào.
Về lý thuyết, nếu có các công cụ phù hợp, có thể loại bỏ tất cả các bệnh truyền nhiễm chỉ cư trú trên vật chủ là người. Trên thực tế, có những đặc điểm sinh học khác biệt của các sinh vật và các yếu tố kỹ thuật xử lý chúng khiến khả năng diệt trừ tiềm ẩn của chúng ít nhiều. Tuy nhiên, ba chỉ số được coi là quan trọng hàng đầu trong việc xác định khả năng tiệt trừ thành công: đó là các công cụ can thiệp hiệu quả có sẵn để làm gián đoạn sự lây truyền của tác nhân, chẳng hạn như vắc xin; có sẵn các công cụ chẩn đoán với đủ độ nhạy và độ đặc hiệu để phát hiện các bệnh nhiễm trùng có thể dẫn đến lây truyền bệnh; và con người là cần thiết cho vòng đời của tác nhân, tác nhân này không có nguồn chứa là động vật có xương sống khác và không thể khuếch đại trong môi trường.

### Chiến lược
Bước quan trọng nhất trong công tác xoá của bệnh bại liệt là gián đoạn truyền bệnh đặc hữu của virus bại liệt. Việc ngăn chặn lây truyền bệnh bại liệt đã được theo đuổi thông qua sự kết hợp của tiêm chủng định kỳ, các chiến dịch tiêm chủng bổ sung và giám sát các đợt bùng phát có thể xảy ra. Một số chiến lược chính đã được vạch ra để ngăn chặn lây truyền bệnh bại liệt:
1. Tỷ lệ tiêm chủng cao cho trẻ sơ sinh với bốn liều vắc xin bại liệt uống (OPV) trong năm đầu đời ở các nước đang phát triển và lưu hành bệnh, và chủng ngừa định kỳ với OPV và/hoặc IPV ở những nơi khác.
2. Tổ chức "Ngày tiêm chủng quốc gia" để tiêm bổ sung vắc xin bại liệt uống bổ sung cho trẻ em dưới 5 tuổi.
3. Giám sát tích cực đối với vi rút bại liệt thông qua báo cáo và xét nghiệm trong phòng thí nghiệm đối với tất cả các trường hợp liệt mềm cấp. Liệt mềm cấp (AFP) là một biểu hiện lâm sàng của bệnh bại liệt, đặc trưng bởi yếu hoặc liệt và giảm trương lực cơ mà không có nguyên nhân rõ ràng khác (ví dụ chấn thương) ở trẻ em dưới mười lăm tuổi. Các tác nhân gây bệnh khác cũng có thể gây ra AFP, chẳng hạn như enterovirus, echovirus và adenovirus.[13]
4. Mở rộng giám sát môi trường để phát hiện sự hiện diện của virus bại liệt trong cộng đồng.[14] Các mẫu nước thải được thu thập tại các địa điểm thường xuyên và ngẫu nhiên và được kiểm tra trong các phòng thí nghiệm về sự hiện diện của WPV hoặc cVDPV. Vì hầu hết các trường hợp nhiễm bệnh bại liệt không có triệu chứng, nên sự lây truyền có thể xảy ra mặc dù không có trường hợp AFP liên quan đến bệnh bại liệt, và việc giám sát như vậy giúp đánh giá mức độ vi rút tiếp tục lưu hành trong một khu vực.
5. Các chiến dịch "xóa sổ" được nhắm mục tiêu sau khi lây truyền vi rút bại liệt được giới hạn trong một khu vực trọng điểm cụ thể.

### Tiêm phòng
Có hai loại vắc-xin bại liệt khác nhau. Vắc xin bại liệt uống (OPV, hoặc vắc xin Sabin) chứa vi rút bại liệt đã giảm độc lực, có khả năng xâm nhập vào hệ tuần hoàn và gây ra bệnh bại liệt ít hơn 10.000 lần, được phân phối dưới dạng thuốc nhỏ uống hoặc truyền vào viên đường. Nó có hiệu quả cao và không tốn kém (khoảng 0,12 đô la Mỹ mỗi liều vào năm 2016 ) và tính khả dụng của nó đã thúc đẩy nỗ lực loại trừ bệnh bại liệt. Một nghiên cứu được thực hiện tại một ngôi làng Eskimo bị cô lập cho thấy rằng các kháng thể được tạo ra từ việc nhiễm virus dại cận lâm sàng vẫn tồn tại ít nhất 40 năm. Vì đáp ứng miễn dịch đối với vắc-xin bại liệt uống rất giống với nhiễm trùng bại liệt tự nhiên, người ta hy vọng rằng tiêm vắc-xin bại liệt uống sẽ cung cấp khả năng miễn dịch suốt đời tương tự đối với vi-rút. Do đường dùng của nó, nó tạo ra một sự miễn dịch của niêm mạc ruột để bảo vệ chống lại nhiễm trùng sau đó, mặc dù nhiều liều là cần thiết để đạt được hiệu quả dự phòng. Nó cũng có thể tạo ra khả năng miễn dịch tiếp xúc. Virus bại liệt giảm độc lực có nguồn gốc từ vắc-xin bại liệt uống được đào thải ra ngoài, lây nhiễm và gián tiếp gây miễn dịch ở những người chưa được tiêm chủng, do đó làm khuếch đại tác dụng của các liều được phân phối. Việc sử dụng đường uống không yêu cầu thiết bị y tế hoặc đào tạo đặc biệt. Tổng hợp lại, những ưu điểm này đã khiến nó trở thành loại vắc xin ưa thích của nhiều quốc gia, và từ lâu nó đã được ưa thích bởi Sáng kiến xóa sổ toàn cầu.
Nhược điểm chính của OPV xuất phát từ bản chất vốn có của nó là một loại virus sống nhưng bị giảm độc lực. Nó có thể gây ra bệnh bại liệt do vắc-xin (VAPP) ở khoảng một cá nhân trên mỗi 2,4 triệu liều quản lý. Tương tự như vậy, đột biến trong quá trình lưu hành dai dẳng trong các quần thể chưa được tiêm chủng có thể dẫn đến các chủng virus bại liệt có nguồn gốc từ vắc xin (cVDPV) có thể gây ra bệnh bại liệt với tỷ lệ cao hơn nhiều. Cho đến gần đây, một OPV hóa trị ba chứa cả ba chủng vi rút đã được sử dụng, nhưng với việc tiêu diệt loại vi rút bại liệt hoang dã hai loại vắc xin này đã được loại bỏ vào năm 2016 và thay thế bằng vắc xin hai giá trị chỉ chứa loại 1 và 3, trong khi sử dụng loại đơn giá 2 OPV bị hạn chế đối với các khu vực có lưu hành cVDPV2 được ghi lại.
Vắc xin bại liệt bất hoạt (IPV, hoặc Salk) có chứa vi rút bất hoạt hoàn toàn hóa trị ba, được sử dụng bằng cách tiêm. Vắc xin này không thể gây ra VAPP cũng như các chủng cVDPV phát sinh từ nó, nhưng nó cũng không thể tạo ra miễn dịch tiếp xúc và do đó phải được sử dụng cho mọi cá nhân. Thêm vào đó là những thách thức lớn hơn về hậu cần. Mặc dù một liều duy nhất là đủ để bảo vệ, việc sử dụng đòi hỏi những người tiêm chủng được đào tạo về y tế được trang bị kim và ống tiêm dùng một lần. Tổng hợp lại, những yếu tố này dẫn đến chi phí giao hàng cao hơn đáng kể. Các quy trình ban đầu bao gồm tiêm bắp ở cánh tay hoặc chân, nhưng gần đây tiêm dưới da với liều thấp hơn (được gọi là IPV liều phân đoạn, fIPV) đã được phát hiện là có hiệu quả, giảm chi phí và cũng cho phép sinh con thuận tiện và hiệu quả hơn các hệ thống. Việc sử dụng IPV dẫn đến miễn dịch huyết thanh, nhưng không phát sinh miễn dịch đường ruột. Kết quả là, một cá nhân được tiêm chủng được bảo vệ khỏi mắc bệnh bại liệt, nhưng niêm mạc ruột của họ vẫn có thể bị nhiễm bệnh và đóng vai trò như một ổ chứa để bài tiết vi rút sống. Vì lý do này, IPV không hiệu quả trong việc ngăn chặn các đợt bùng phát WPV hoặc cVDPV đang diễn ra, nhưng nó đã trở thành loại vắc xin được lựa chọn cho các nước công nghiệp không có bệnh bại liệt.
Mặc dù IPV không tự tạo ra miễn dịch niêm mạc, nhưng nó đã được chứng minh là có thể tăng cường miễn dịch niêm mạc khỏi OPV, và WHO hiện ủng hộ một phương pháp kết hợp. Trẻ em dễ bị tổn thương được tiêm một liều OPV khi mới sinh, sau đó bắt đầu từ 6 tuần tuổi, một 'loạt chính' bao gồm ba liều OPV cách nhau ít nhất bốn tuần, cùng với một liều IPV sau 14 tuần. Cách tiếp cận IPV / OPV kết hợp này cũng đã được sử dụng trong việc ngăn chặn ổ dịch.

#### Miễn dịch cộng đồng
Việc tiêm phòng bại liệt cũng rất quan trọng trong việc phát triển khả năng miễn dịch cộng đồng. Để bệnh bại liệt xảy ra trong một quần thể, cần phải có một sinh vật lây nhiễm (virus bại liệt), một quần thể người nhạy cảm và một chu kỳ lây truyền. Poliovirus chỉ lây truyền qua tiếp xúc giữa người với người và chu kỳ lây truyền của bệnh bại liệt là từ người bị bệnh này sang người khác dễ mắc bệnh, v.v. Nếu đại đa số quần thể miễn dịch với một tác nhân cụ thể, thì khả năng tác nhân gây bệnh đó lây nhiễm sang vật chủ khác sẽ giảm; chu kỳ lây truyền bị gián đoạn, mầm bệnh không sinh sản được và chết hết. Khái niệm này, được gọi là miễn dịch cộng đồng hoặc miễn dịch bầy đàn, rất quan trọng đối với việc loại trừ dịch bệnh, bởi vì nó có nghĩa là không cần thiết phải tiêm 100% quần thể - một mục tiêu thường rất khó về mặt hậu cần - để đạt được kết quả mong muốn. Nếu số lượng cá thể nhạy cảm có thể được giảm xuống một số lượng đủ nhỏ thông qua tiêm chủng, thì mầm bệnh cuối cùng sẽ chết.
Khi nhiều vật chủ được chủng ngừa, đặc biệt là đồng thời, sự lây truyền của vi rút hoang dã sẽ bị chặn lại và vi rút không thể tìm thấy một cá thể nhạy cảm khác để lây nhiễm. Vì virus bại liệt chỉ có thể tồn tại một thời gian ngắn trong môi trường (vài tuần ở nhiệt độ phòng, và vài tháng ở 0–8 °C (32–46 °F)), nếu không có vật chủ là người, vi rút sẽ chết.
Miễn dịch đàn là một bổ sung quan trọng cho việc tiêm chủng. Trong số những người được tiêm vắc-xin bại liệt bằng đường uống, chỉ 95 phần trăm sẽ phát triển khả năng miễn dịch sau ba liều. Điều đó có nghĩa là cứ 100 người thì có năm người được chủng ngừa sẽ không phát triển được bất kỳ khả năng miễn dịch nào và sẽ dễ mắc bệnh bại liệt. Theo các khái niệm về miễn dịch bầy đàn, quần thể mà vắc xin không thành công vẫn được bảo vệ bởi khả năng miễn dịch của những người xung quanh. Khả năng miễn dịch của đàn chỉ có thể đạt được khi mức độ tiêm chủng cao. Người ta ước tính rằng 80–86 phần trăm cá thể trong một quần thể phải được miễn dịch với bệnh bại liệt để những cá thể nhạy cảm được bảo vệ bằng miễn dịch bầy đàn. Nếu ngừng tiêm chủng thông thường, số lượng cá thể nhạy cảm chưa được tiêm phòng sẽ sớm vượt quá khả năng miễn dịch của đàn để bảo vệ chúng.

#### Virus bại liệt có nguồn gốc từ vắc xin
Mặc dù việc tiêm chủng đã đóng một vai trò quan trọng trong việc giảm thiểu các ca bệnh bại liệt trên toàn thế giới, nhưng việc sử dụng vi rút giảm độc lực trong vắc xin uống mang theo một nguy cơ cố hữu. Vắc xin đường uống là một công cụ mạnh mẽ trong việc chống lại bệnh bại liệt một phần do khả năng lây truyền từ người sang người và tạo ra miễn dịch tiếp xúc. Tuy nhiên, trong điều kiện lưu hành lâu dài trong các quần thể chưa được tiêm chủng, vi rút có thể tích lũy các đột biến đảo ngược sự suy giảm và kết quả là các chủng vi rút vắc xin tự gây ra bệnh bại liệt. Do các chủng vi rút bại liệt có nguồn gốc từ vắc xin (cVDPV) lưu hành như vậy, các đợt bùng phát bệnh bại liệt đã tái phát định kỳ ở những vùng từ lâu không có vi rút dại, nhưng tỷ lệ tiêm chủng đã giảm. Vắc xin đường uống cũng có thể làm tăng nhiễm trùng dai dẳng ở những người bị suy giảm miễn dịch, với vi rút cuối cùng biến đổi thành một loại vi rút bại liệt có nguồn gốc từ vắc xin gây suy giảm miễn dịch độc lực hơn (iVDPV). Đặc biệt là loại chủng 2 dường như dễ bị đảo ngược, vì vậy vào năm 2016, nỗ lực loại trừ đã loại bỏ vắc xin uống hóa trị ba chứa các chủng giảm độc lực của cả ba loại vi rút và thay thế nó bằng vắc xin uống hóa trị hai thiếu loại 2 vi rút, trong khi một loại đơn hóa trị riêng biệt 2 vắc xin (mOPV2) chỉ được sử dụng để nhắm vào các ổ dịch cVDPV2 hiện có. Hơn nữa, một loại nhắm mục tiêu vắc xin uống mới 2 (nOPV2) đã được ổn định về mặt di truyền để giảm nguy cơ làm phát sinh các chủng có nguồn gốc từ vắc xin đang lưu hành đang được phát triển. Các nỗ lực xóa sổ cuối cùng sẽ yêu cầu tất cả việc tiêm chủng bằng đường uống phải ngừng lại để chuyển sang sử dụng các loại vắc xin tiêm. Những loại vắc xin này đắt hơn và khó phân phối hơn, đồng thời chúng thiếu khả năng tạo ra miễn dịch tiếp xúc vì chúng chỉ chứa vi rút đã bị tiêu diệt, nhưng chúng cũng không có khả năng làm phát sinh các chủng vi rút có nguồn gốc từ vắc xin.

### Giám sát
Một chương trình toàn cầu về giám sát sự hiện diện của bệnh bại liệt và virus bại liệt đóng một vai trò quan trọng trong việc đánh giá việc loại trừ và trong việc phát hiện và ứng phó với ổ dịch. Hai phương pháp khác biệt được sử dụng song song: giám sát bệnh bại liệt cấp (AFP) và giám sát môi trường.
Giám sát AFP nhằm xác định các đợt bùng phát của bệnh bại liệt bằng cách sàng lọc những bệnh nhân có các triệu chứng phù hợp với nhưng không loại trừ nhiễm vi rút bại liệt nặng. Các mẫu phân được thu thập từ những trẻ có mặt bằng AFP và được đánh giá về sự hiện diện của virus bại liệt bởi các phòng thí nghiệm được công nhận trong Mạng lưới Phòng thí nghiệm Bại liệt Toàn cầu. Vì tỷ lệ AFP không bại liệt dự kiến sẽ không đổi và lớn so với các trường hợp bại liệt, tần suất AFP không bại liệt được báo cáo trong một quần thể là dấu hiệu cho thấy hiệu quả của việc giám sát, cũng như tỷ lệ bệnh nhân AFP có chất lượng cao. mẫu phân được thu thập và xét nghiệm, chỉ tiêu đạt ít nhất 80%.
Giám sát môi trường được sử dụng để bổ sung cho giám sát AFP. Điều này đòi hỏi phải kiểm tra định kỳ các mẫu nước thải để tìm sự hiện diện của vi rút. Điều này không chỉ cho phép đánh giá hiệu quả của các nỗ lực tiêm chủng ở các nước có dịch lây truyền tích cực, mà còn cho phép phát hiện các đợt bùng phát mới ở các nước chưa biết lây truyền. Năm 2018, GPEI đã tiến hành giám sát môi trường ở 44 quốc gia, 24 trong số đó là ở châu Phi.

### Trở ngại
Trong số những trở ngại lớn nhất đối với việc xóa sổ bệnh bại liệt trên toàn cầu là thiếu cơ sở hạ tầng y tế cơ bản, điều này làm hạn chế việc phân phối và cung cấp vắc-xin, những tác động tê liệt của cuộc nội chiến và xung đột nội bộ, và lập trường đôi khi đối lập mà các cộng đồng bị gạt ra ngoài lề chống lại những gì được coi là có khả năng thù địch sự can thiệp của người ngoài. Một thách thức khác là duy trì hiệu lực của vắc xin sống (giảm độc lực) ở những vùng cực kỳ nóng bức hoặc vùng sâu vùng xa. Vắc xin bại liệt uống phải được duy trì ở mức 2 đến 8 °C (36 đến 46 °F) để tiêm chủng thành công.
Một đánh giá độc lập về những trở ngại đối với việc xóa bỏ bệnh bại liệt do WHO yêu cầu và được thực hiện vào năm 2009 đã xem xét những trở ngại chính theo từng quốc gia một cách chi tiết. Ở Afghanistan và Pakistan, họ kết luận rằng rào cản quan trọng nhất là sự mất an ninh; nhưng việc quản lý nguồn nhân lực, áp lực chính trị, sự di chuyển của dân số lớn giữa và trong cả hai quốc gia, các cơ sở y tế có nguồn lực không đủ, cũng đặt ra các vấn đề, cũng như các vấn đề kỹ thuật với vắc xin. Ở Ấn Độ, thách thức lớn dường như là hiệu quả lây truyền cao trong các quần thể ở các bang Bihar và Uttar Pradesh, so với mức thấp (~ 80% sau ba liều chống lại loại 1) phản ứng chuyển đổi huyết thanh được nhìn thấy từ vắc xin. Trong khi đó, ở Nigeria, những rào cản quan trọng nhất được xác định là vấn đề quản lý, đặc biệt là tầm quan trọng rất khác nhau do các cơ quan khác nhau ở cấp chính quyền địa phương quy định đối với bệnh bại liệt, mặc dù các vấn đề kinh phí, nhận thức của cộng đồng về an toàn vắc xin, huy động không đầy đủ các nhóm cộng đồng và các vấn đề với dây chuyền lạnh cũng đóng một vai trò. Cuối cùng, ở những quốc gia nơi sự lây lan quốc tế từ các quốc gia lưu hành bệnh đã dẫn đến sự lây truyền trở lại - cụ thể là Angola, Chad và Nam Sudan, các vấn đề chính được xác định là hệ thống y tế kém phát triển và tỷ lệ bao phủ vắc xin thường quy thấp, mặc dù nguồn lực cam kết cho Angola thấp và Nam Sudan với mục đích hạn chế sự lây lan của bệnh bại liệt và các yếu tố khí hậu cũng được xác định là có vai trò nhất định.
Hai thách thức khác được tìm thấy trong việc lây truyền bệnh bại liệt không được quan sát và trong virus bại liệt có nguồn gốc từ vắc xin. Đầu tiên, hầu hết các trường hợp nhiễm bệnh bại liệt không có triệu chứng hoặc gây ra các triệu chứng nhỏ, với ít hơn 1% trường hợp nhiễm trùng dẫn đến tê liệt  và hầu hết những người bị nhiễm bệnh không biết rằng họ mang mầm bệnh, cho phép bệnh bại liệt lây lan rộng rãi trước khi các trường hợp được phát hiện. Vào năm 2000, bằng cách sử dụng các kỹ thuật sàng lọc mới để xác định đặc điểm phân tử của các chủng virus bùng phát, người ta đã phát hiện ra rằng một số đợt bùng phát thực sự là do virus bại liệt có nguồn gốc từ vắc xin đang lưu hành, sau đột biến hoặc tái tổ hợp trong chủng giảm độc lực được sử dụng cho vắc xin bại liệt uống. Điều này đã làm thay đổi chiến lược được hình dung về việc ngừng tiêm chủng sau khi loại trừ bệnh bại liệt, cuối cùng cần phải chuyển sang loại vắc xin bại liệt bất hoạt có vấn đề về hậu cần và đắt tiền hơn, vì việc tiếp tục sử dụng vi rút bất hoạt qua đường uống sẽ tiếp tục tạo ra vi rút gây nhiễm trùng tái phát như vậy các chủng. Nguy cơ mắc bệnh bại liệt có nguồn gốc từ vắc-xin sẽ tồn tại lâu dài sau khi chuyển sang vắc-xin bất hoạt, vì một số ít người bài tiết mãn tính tiếp tục sản xuất vi-rút hoạt động trong nhiều năm (hoặc thậm chí nhiều thập kỷ) sau lần đầu tiên họ tiếp xúc với vắc-xin uống.
Trong một cuộc phỏng vấn năm 2012 với tờ Dawn của Pakistan, Tiến sĩ Hussain A. Gezari, đặc phái viên của WHO về xóa bỏ bệnh bại liệt toàn cầu và chăm sóc sức khỏe ban đầu, đã đưa ra quan điểm của mình về những trở ngại đối với việc xóa bỏ. Ông cho biết rào cản lớn nhất trong việc làm cho Pakistan không còn bệnh bại liệt là yêu cầu các quan chức y tế cấp huyện phải có trách nhiệm giải trình - trong các chiến dịch xóa sổ quốc gia, các quan chức đã thuê chính người thân của họ, thậm chí cả trẻ nhỏ. Tiến sĩ Gezari nói: "Làm thế nào bạn có thể mong đợi một đứa trẻ 7 tuổi đang mút ngón tay cái để thực hiện chiến dịch chống bại liệt của chính phủ. Ông nói thêm rằng, mặc dù vậy, "chiến dịch quốc gia đầu tiên do chính phủ của bạn khởi xướng vào năm 1994 và năm đó Pakistan đã báo cáo 25.000 trường hợp bại liệt, và con số chỉ là 198 vào năm ngoái, điều này cho thấy rõ ràng rằng chương trình đang hoạt động." 

#### Phản đối nỗ lực tiêm chủng
Một yếu tố góp phần vào việc tiếp tục lưu hành các chương trình tiêm chủng bại liệt đã bị phản đối ở một số quốc gia.
Trong bối cảnh Hoa Kỳ xâm lược Afghanistan và sau đó là cuộc xâm lược Iraq năm 2003, trong thế giới Hồi giáo có tin đồn rằng các chiến dịch tiêm chủng đang sử dụng vắc-xin bị ô nhiễm có chủ đích để khử trùng các cộng đồng Hồi giáo địa phương hoặc lây nhiễm HIV cho họ. Ở Nigeria, những tin đồn này phù hợp với mối nghi ngờ lâu đời về y sinh học hiện đại, mà kể từ khi nó được giới thiệu trong thời kỳ chủ nghĩa thực dân đã được xem như một dự báo về sức mạnh của các quốc gia phương Tây. Việc từ chối tiêm chủng được coi là sự chống lại chủ nghĩa bành trướng của phương Tây, và khi những tin đồn về ô nhiễm đã khiến Hội đồng tối cao Nigeria về Sharia kêu gọi tẩy chay vắc xin bại liệt trên toàn khu vực, các ca bệnh bại liệt ở nước này đã tăng hơn 5 lần từ năm 2002. và năm 2006, với virus không được kiểm soát sau đó lan rộng khắp Châu Phi và toàn cầu. Ở Afghanistan và Pakistan, sợ rằng vaccine chứa biện pháp tránh thai là một lý do được đưa ra bởi Taliban ban hành fatwas chống lại chủng ngừa bại liệt. Chủ nghĩa hoài nghi trong thế giới Hồi giáo càng trở nên trầm trọng hơn khi vào năm 2011, Cơ quan Tình báo Trung ương Mỹ (CIA) đã tiến hành một chiến dịch tiêm chủng viêm gan B giả để thu thập mẫu máu từ hợp chất Abbottabad của Osama bin Laden nhằm xác nhận danh tính di truyền của những đứa trẻ đang sống. ở đó, và ám chỉ sự hiện diện của chính anh ta, trực tiếp dẫn đến việc anh ta bị giết. Trong một bức thư viết cho giám đốc CIA Leon Panetta, Liên minh Hành động, một liên minh của khoảng 200 tổ chức phi chính phủ có trụ sở tại Hoa Kỳ, đã lên tiếng chỉ trích hành động của CIA trong việc sử dụng chiến dịch tiêm chủng làm vỏ bọc. Pakistan báo cáo số trường hợp bại liệt cao nhất thế giới (198)  vào năm 2011. Các cuộc tẩy chay tôn giáo vì lo ngại ô nhiễm không chỉ giới hạn ở thế giới Hồi giáo. Năm 2015, sau khi tuyên bố rằng vắc-xin uốn ván có chứa chất tránh thai, một nhóm giám mục Công giáo Kenya đã kêu gọi các tín đồ của họ tẩy chay một đợt tiêm vắc-xin bại liệt theo kế hoạch. Điều này không có ảnh hưởng lớn đến tỷ lệ tiêm chủng, và cuộc đối thoại cùng với việc thử nghiệm vắc xin đã ngăn cản những lời kêu gọi tẩy chay hơn nữa.
Những lời từ chối lấy cảm hứng từ tôn giáo khác nảy sinh do lo ngại về việc liệu vi-rút có chứa các sản phẩm có nguồn gốc từ lợn hay không, và do đó là haram (bị cấm) trong Hồi giáo, cấm lấy mạng động vật có thể cần thiết để sản xuất vắc-xin, hoặc khả năng chống lại sự can thiệp vào các quá trình bệnh tật được coi là do thần thánh hướng dẫn. Các mối quan tâm đã được giải quyết thông qua tiếp cận rộng rãi, hướng đến cả cộng đồng liên quan và các cơ quan văn thư được tôn trọng, cũng như thúc đẩy quyền sở hữu của địa phương đối với chiến dịch xóa sổ ở mỗi khu vực. Vào đầu năm 2012, một số bậc cha mẹ đã từ chối tiêm chủng cho con cái của họ ở Khyber Pakhtunkhwa và trong các Khu vực Bộ lạc do Liên bang quản lý (FATA) nhưng sự từ chối tôn giáo ở các quốc gia còn lại đã "giảm bớt". Ngay cả khi được sự ủng hộ rõ ràng của các nhà lãnh đạo chính trị, các công nhân bại liệt hoặc các nhân viên bảo vệ đi cùng của họ vẫn bị bắt cóc, đánh đập hoặc ám sát.
Các nỗ lực tiêm phòng bại liệt cũng vấp phải sự kháng thuốc dưới một hình thức khác. Việc các cơ quan chức năng quốc gia ưu tiên tiêm chủng đã biến nó thành một con bài mặc cả, với các cộng đồng và nhóm lợi ích chống lại việc tiêm chủng, không phải do phản đối trực tiếp, mà là để tận dụng các nhượng bộ khác từ các cơ quan chính phủ. Ở Nigeria, điều này đã được thực hiện dưới hình thức 'ngăn chặn' tiêm chủng chỉ được giải quyết khi các quan chức nhà nước đồng ý sửa chữa hoặc cải thiện các trường học và cơ sở y tế, mở đường hoặc lắp đặt điện. Đã có một số trường hợp bị các nhân viên y tế ở Pakistan đe dọa tẩy chay vì tranh chấp thanh toán. Một số chính phủ đã bị cáo buộc giữ lại việc tiêm phòng hoặc cơ sở hạ tầng đi kèm cần thiết từ các khu vực có mức độ phản đối cao đối với quy tắc của họ.